# Stenkrets

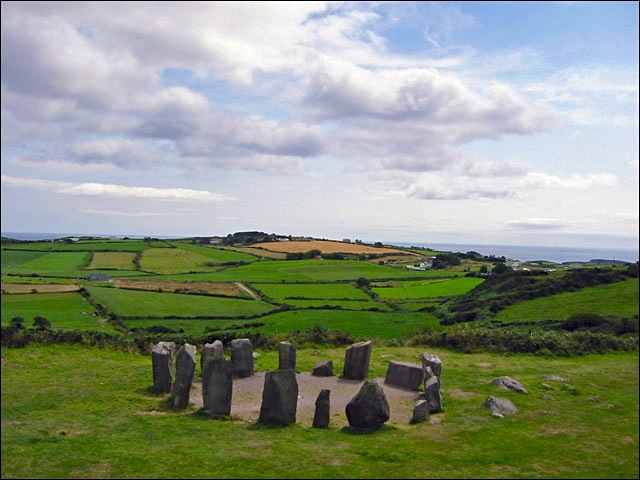
Stenkrets vid Drombeg, nära Cork, Irland.

Stenkrets är en forntida gravanläggning som består av ett antal resta eller liggande stenar. En sådan vanlig formation är den så kallade domarringen, som normalt består av sju till tolv större stenar glest placerade i en cirkel. Formen på en stenkrets kan också vara kvadratisk, trehörnig, rektangulär eller skeppsformig (skeppssättning). Cirkulära stenkretsar kan även bestå av dubbla cirklar, ibland försedda med ekrar. Markytan mellan stenarna är i regel naturlig men kan ha en låg övertorvad fyllning. Stenkretsar förekommer ofta i gravfält från järnåldern, men kan också vara ett ensamt stående monument.
Ales stenar är en välkänd stenkrets där meningarna under många år gått helt isär om dess ursprung och användning. Privatforskaren Bob G Lind och Nils-Axel Mörner, docent i geologi, anser att Ales stenar är en solkalender, medan etablerade forskare anser det vara en skeppssättning.

## Galleri

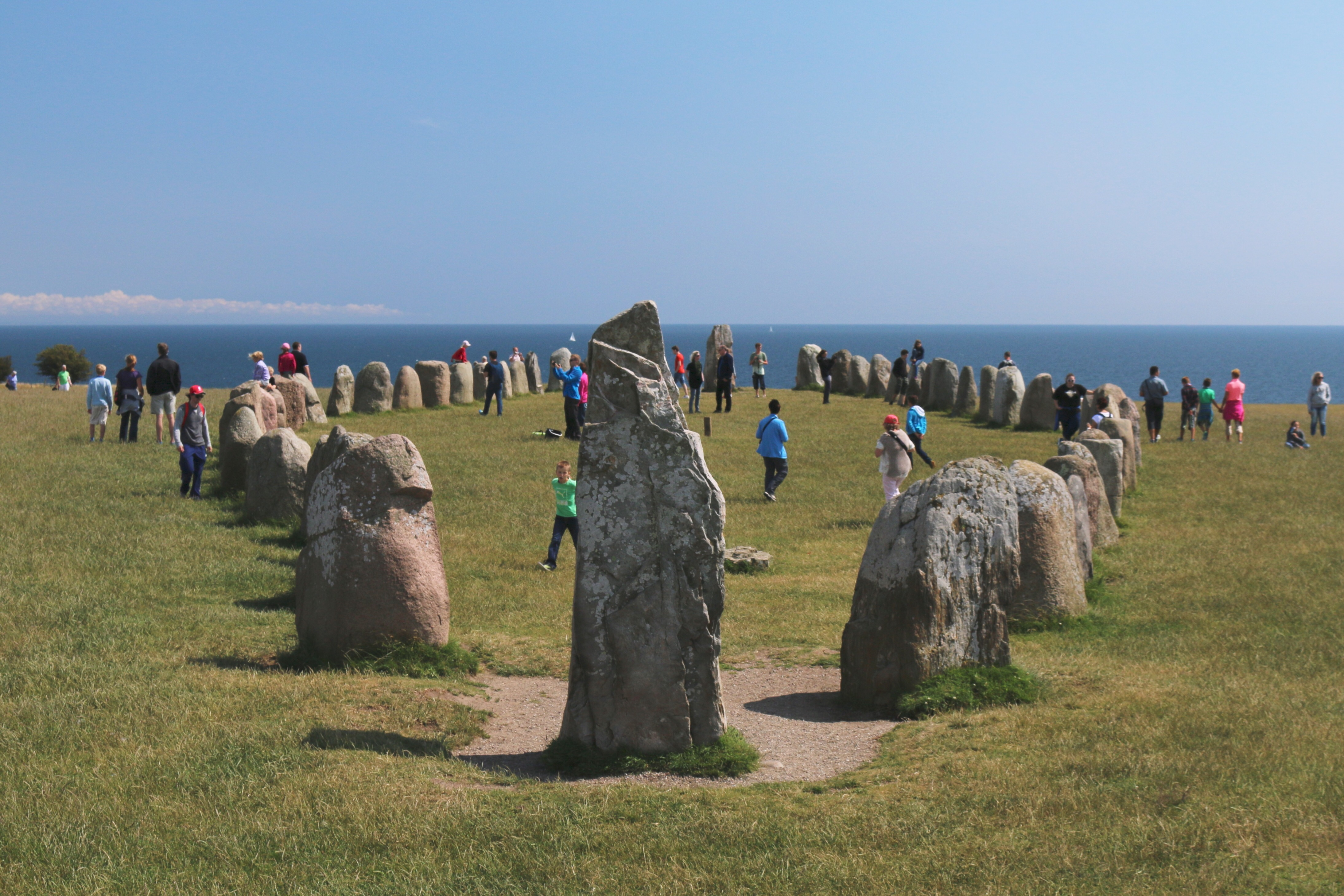
Ales stenar i Kåseberga.
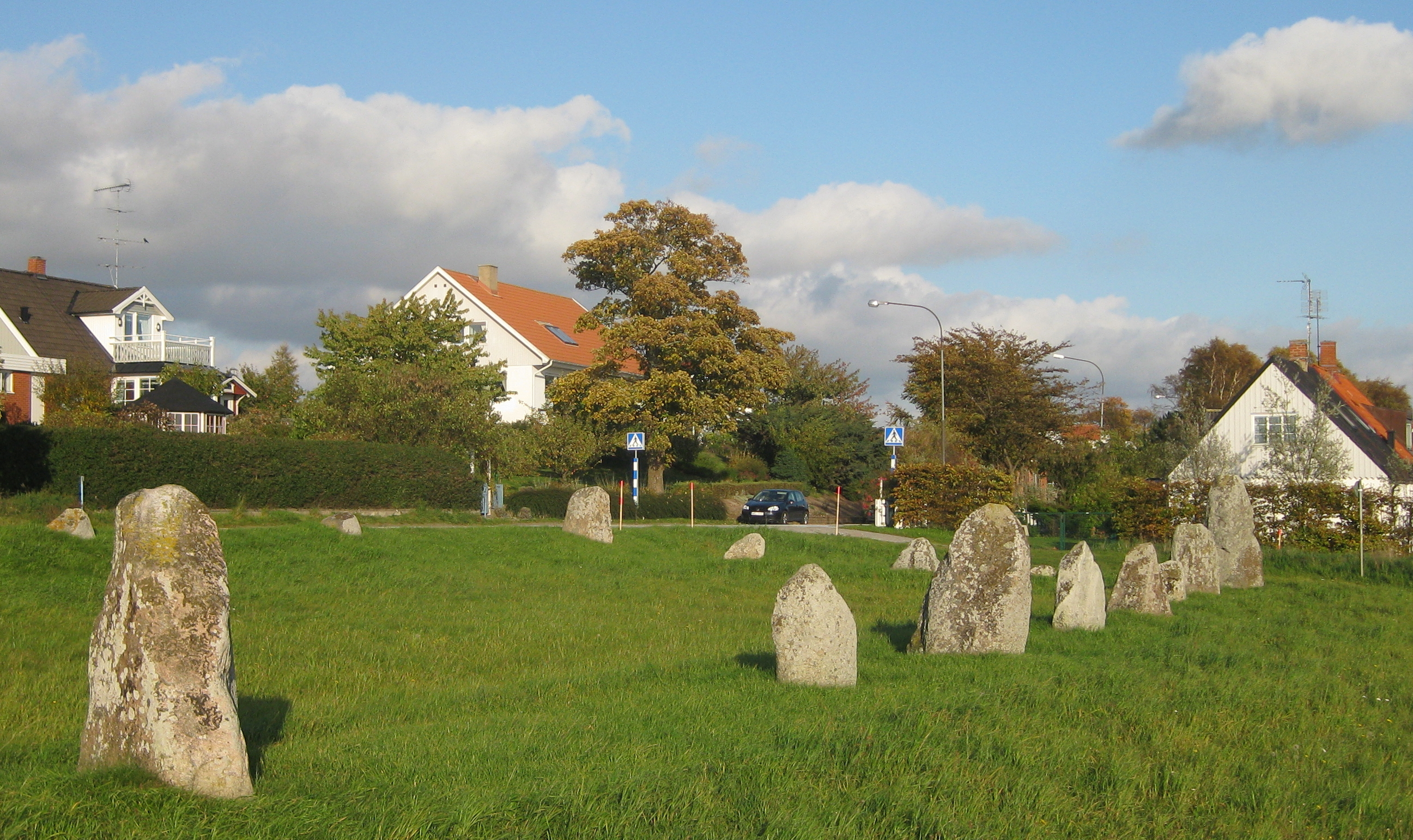
Disas ting i Svarte.